# Aeschnophlebia celia
Aeschnophlebia celia – gatunek ważki z rodziny żagnicowatych (Aeshnidae). Jest endemitem chińskiej wyspy Hajnan.